# Añorbe
Añorbe település Spanyolországban, Navarra autonóm közösségben. Añorbe Barásoain, Artajona, Obanos, Enériz, Úcar és Tirapu községekkel határos. Lakosainak száma 627 fő (2024).

## Népesség
A település népessége az elmúlt években az alábbi módon változott:
| Lakosok száma | 463  | 510  | 531  | 537  | 562  | 557  | 537  | 581  | 614  | 627  |
|               | 2001 | 2004 | 2006 | 2009 | 2011 | 2014 | 2016 | 2019 | 2021 | 2024 |